# High Society (album)
Pour les articles homonymes, voir High Society.
Albums de Kottonmouth Kings
Hidden Stash
(1999) Hidden Stash II: The Kream of the Krop
(2001)
Singles
1. Peace Not Greed
Sortie : 2000

High Society est le deuxième album studio des Kottonmouth Kings, sorti le 27 juin 2000.
L'album s'est classé 65e au Billboard 200.

## Liste des titres
| No  | Titre                                                     | Contient un (des) sample(s) de                                                 | Durée |
| --- | --------------------------------------------------------- | ------------------------------------------------------------------------------ | ----- |
| 1.  | Kona Gold Greeting                                        |                                                                                | 0:16  |
| 2.  | Here We Go Again (Bump 2000) (featuring Dog Boy)          |                                                                                | 4:21  |
| 3.  | First Class                                               |                                                                                | 3:28  |
| 4.  | Day Dreamin' Fazes                                        |                                                                                | 3:59  |
| 5.  | The Joint                                                 |                                                                                | 4:36  |
| 6.  | Good as Gold                                              |                                                                                | 3:55  |
| 7.  | Face Facts (featuring Dog Boy)                            | Illegal Business des Boogie Down Productions                                   | 5:08  |
| 8.  | Peace Not Greed (featuring Corporate Avenger et T.S.O.L.) | Peace Through Power de T.S.O.L. Abolish Government/Silent Majority de T.S.O.L. | 4:56  |
| 9.  | The Lottery                                               |                                                                                | 4:35  |
| 10. | Round & Round                                             |                                                                                | 3:26  |
| 11. | King's Blend                                              |                                                                                | 4:02  |
| 12. | Anarchy Through Capitalism                                |                                                                                | 0:37  |
| 13. | We the People (featuring Sen Dog)                         |                                                                                | 5:47  |
| 14. | Elevated Sounds                                           |                                                                                | 4:23  |
| 15. | Un Xplanetory                                             |                                                                                | 5:11  |
| 16. | Wickit Klowns (featuring Insane Clown Posse)              |                                                                                | 4:33  |
| 17. | Coffee Shop                                               |                                                                                | 4:45  |
| 18. | Size of an Ant (featuring Grand Vanacular)                |                                                                                | 3:45  |
| 19. | Crucial (featuring Dog Boy)                               |                                                                                | 4:35  |
| 20. | B-Dubb's Blend                                            |                                                                                | 1:30  |